# Твардовский, Осип Петрович
Осип Петрович Твардовский (пол. Józef Twardowski, лит. Juozapas Tvardovskis; 1786—1840) — русский математик, профессор и ректор Императорского Виленского университета в 1823—1824 гг.; надворный советник; кавалер ордена Святой Анны 2-й степени.

## Биография
Закончил Виленский университет в 1807 году со степенью доктора философии. В конце 1822 года советом Виленского университета по предложению князя Адама Чарторыйского он был избран (в начале 1823 года утверждён) на должность ректора и сделан ординарным профессором чистой математики.
До своего избрания Твардовский стоял в стороне от академической жизни и жил в своем богатом поместье, занимаясь математикой. Был предводителем дворянства Пинского уезда Минской губернии. Пребывание Твардовского в должности ректора пришлось на время процесса филоматов, послужившего поводом к закрытию университета. В целях борьбы с этим движением Твардовский разработал «Правила для слушателей университета», которыми был введён усиленный надзор за студентами в стенах и вне университета. Однако меры, предпринимавшиеся университетским начальством, не привели к желаемым результатам, 17 мая 1823 года Твардовский даже был арестован, но вскоре освобождён. Когда же в 1824 году Новосильцев заявил Твардовскому, что правительство не доверяет университету и вынуждено будет реорганизовать его, он, видя своё бессилие, подал в отставку и удалился в своё имение.
Труды:
- «Zagajenie posiedzenia publicznego cesarskiego universytetu Wilenskiego» (Wilno);
- «О terazniejszym stanie oswiecenia pospolstwa tadziez o szkolach. parafialnych i o funduszach na ubogich uczniów w gubernii Minskiéj» (Wilno 1819).
- «Kniaze Adam Czartoryski i Jósef Twardowski korrespondenza 1822—1824»